# Africallagma subtile
Africallagma subtile är en trollsländeart som först beskrevs av Friedrich Ris 1921.  Africallagma subtile ingår i släktet Africallagma och familjen dammflicksländor. IUCN kategoriserar arten globalt som livskraftig. Inga underarter finns listade i Catalogue of Life.